# Plan Euskadi en la Sociedad de la Información
El Plan Euskadi en la Sociedad de la Información es el instrumento que proporciona el marco estratégico y presupuestario de un paquete de medidas del conjunto de Departamentos del Gobierno Vasco para impulsar el desarrollo de la Sociedad de la Información en Euskadi desde el 2008 en adelante. El presupuesto global asciende a 285 Millones de euros, repartido entre las distintas iniciativas. El 22 de abril de 2008 se aprobó bajo la denominación de “PESI 2010: La Agenda Digital de Euskadi”.
El objetivo del Plan es la consecución de una sociedad vasca en la cual la utilización de servicios basados en las Tecnologías de Información y Comunicación, TIC, permita incrementar significativamente los niveles de calidad de vida de la ciudadanía y la eficiencia y competitividad de las Administraciones Públicas, las empresas y las organizaciones sociales.

## Evolución
En la última década este objetivo ha generado tres planes estratégicos:
- Euskadi 2000Tres, (1999-2001): conjunto de actuaciones promovidas por el Gobierno Vasco encaminadas a potenciar la incorporación plena de la sociedad vasca a la Sociedad de la Información, poniendo al servicio de las personas el nuevo espacio digital que estaba emergiendo.
- Plan Euskadi en la Sociedad de la Información 2002-2005: sus objetivos prioritarios fueron la búsqueda de la competitividad, cohesión social y convergencia con los países más avanzados de Europa; consolidar la posición de liderazgo de Euskadi en la utilización de Tecnologías de la Información en el ámbito del Estado; y situar el índice de usuarios de Internet por encima de la media europea.

- PESI 2010: La Agenda Digital de Euskadi, (2008-2010): es un plan que supone un cambio en el enfoque estratégico con respecto al anterior, porque fija su meta no solo en utilizar las TIC plenamente si no en ser una sociedad que contribuye a mejorar la calidad de vida sobre la base del conocimiento.

## Partes del Plan

### Apuestas estratégicas
- Las personas como eje y motor de la Sociedad de la Información.

- Oportunidades para las empresas existentes y la creación de nuevas empresas.

- Papel relevante en las Administraciones Públicas.

- Desarrollo continuo de I+D+I.

- Las mejoras posibles a través de la colaboración, participación y corresponsabilidad en red.

### Iniciativas asociadas
- Ciudadanía Activa: Ciudadanos competentes tanto para utilizar contenidos y servicios digitales avanzados, como para colaborar activamente en su creación y desarrollo.

- Empresa Innovadora: Empresas vascas, independientemente de su tamaño y sector, capaces de utilizar las TIC para crear redes de colaboración que les permitan competir en cualquier sector.

- Servicios Públicos Digitales: Contenidos y servicios digitales públicos avanzados para ciudadanos y empresas que permitan incrementar su calidad de vida.

- Euskadi en la Red: Presencia continua del euskera y la cultura vasca en internet, que permita preservar y divulgar la identidad cultural vasca.

- Infoestructuras: Servicios de la Sociedad de la Información a precios asequibles desde cualquier lugar y con garantía de seguridad.

- Agendas Digitales Institucionales: Invitación a la Administración Local para que construya su propia Agenda Digital Local, conectada con el resto de Administraciones.

- Implantación, seguimiento y evaluación: Gestión de la Agenda Digital de Euskadi en torno a proyectos tractores, que movilicen a más de un departamento, institución o agentes fuera de la Administración.

## Proyectos/Acciones singulares
- En 2.001, bajo el paraguas del PESI, y como una de las numerosas iniciativas dirigidas a la integración de la ciudadanía vasca en la Sociedad de la Información, nació la Red Pública Vasca de Centros KZgunea. El proyecto KZgunea, que actualmente se integra en el PESI 2010 y que está adscrito a la Dirección de Informática y Telecomunicaciones del Departamento de Justicia y Administración Pública del Gobierno Vasco, ha tenido y tiene como finalidad principal tratar que desaparezca la brecha digital como fuente de división social, facilitando los medios para la inclusión en las TIC. En 2.009, KZgunea alcanzó los 325.056 usuarios registrados (36.667 más que en 2008), de los cuales, 119.773 (36,85%) recibieron formación básica por medio de cursos de aprendizaje.

- En mayo de 2010 se ha constituido una nueva sociedad de servicios llamada Metaposta, proyecto surgido en Dinamarca, inexistente hasta ahora y pionero en España, e incluido en el PESI, que pretende ofrecer a toda la ciudadanía un ‘buzón y caja fuerte electrónica en Internet’ donde recibir y almacenar de forma segura y permanente todo tipo de documentos. Con la implantación de Metaposta, Euskadi se equipara a las iniciativas de los países más avanzados en el desarrollo de servicios a través de Internet, como es el caso de eBoks (Dinamarca), De-Mail (Alemania), MyPage.no (Noruega), Agosp (Australia) o My eCitizen (Singapur). Su desarrollo será gradual, y a través de iniciativas de I+D podrá dar lugar en el futuro a nuevos clientes, productos y servicios en el marco del programa del Gobierno Vasco ‘Mi hogar en Internet’.

- Open Government Irekia es un portal creado por el Gobierno Vasco dirigido a propiciar la participación de la ciudadanía en las actuaciones del Ejecutivo vasco, a través de las redes sociales de Internet y espacios de recogida de preguntas y propuestas. La plataforma, incluye también información sobre planes y actuaciones del gobierno “a tiempo real”. Se trata de una página web para mejorar la transparencia y la participación ciudadana, una herramienta con la vocación de impulsar una Administración más transparente y participativa a la vez que se desarrolla un trabajo de colaboración entre los ciudadanos y el Ejecutivo.

- Dentro del programa para la inclusión digital, se vienen desarrollando una serie de actuaciones tendentes a reducir la brecha digital como los Barnetegis Tecnológicos. Esta iniciativa del Departamento de Industria, Innovación, Comercio y Turismo del Gobierno Vasco y gestionada por SPRI, se enmarca dentro PESI, y va dirigida a gerentes y directivos de empresas. Consiste en un retiro de 24 horas, en un entorno aislado y cómodo, especialmente diseñado para que los asistentes puedan reflexionar sobre el futuro de sus organizaciones, comprender el valor y todas las posibilidades de la tecnología que ya está presente hoy en día en la sociedad, en la empresa y en los planteamientos de negocio, y entender la Sociedad de la Información en la que viven para tomar mejores decisiones para el futuro de su organización.